# RÚV (kanał telewizyjny)
RÚV (do 31 marca 2011 r. Sjónvarpið – pol. „Telewizja”) – islandzki kanał telewizyjny należący do Ríkisútvarpið. Rozpoczął nadawanie w 1966 roku. Kanał nadaje głównie programy informacyjne, sportowe, programy dla dzieci i filmy amerykańskie, brytyjskie i nordyckie. Jego najbardziej popularne programy to skecz Spaugstofan, oraz Fréttir (wiadomości).

## Historia
Stacja rozpoczęła nadawanie 30 września 1966 roku. Z początku program był emitowany tylko w środy i piątki, ale przez lata stopniowo rozszerzano nadawanie. Do roku 1983 nie emitowano żadnych programów w lipcu. Straciwszy monopol, po rosnącej popularności kanału Stöð 2 Sjónvarpið zaczął nadawać w czwartki, co spowodowało, że stacja działała już w każdym dniu w tygodniu.
W roku 1973 miało miejsce pierwsze testowe nadawanie w kolorze, a w roku 1976 transmisja w kolorze działała już całkowicie. Programy na żywo emitowane zza granicy, takie jak Eurowizja stacja wprowadziła w maju 1986 roku. Teletekst, Textavarp został wprowadzony w 25-lecie islandzkiej telewizji w 1991 roku.

## Lista programów (niekompletna)

### Programy własne
- Áramótaskaupið – komediowy program nadawany z okazji Nowego Roku
- Fréttir – główny program informacyjny nadawany o godzinie 19:00
- Gettu betur – quiz
- Kastljós – wiadomości i talk show.
- Spaugstofan – cotygodniowy skecz.
- Tíufréttir – program informacyjny nadawany o godzinie 22:00
- Út og suður – rozmowy z mieszkańcami Islandii

### Programy międzynarodowe
- Gotowe na wszystko (isl. Aðþrengdar eiginkonur)
- Guiding Light
- Konkurs Piosenki Eurowizji
- Ostry dyżur
- Zagubieni

### Dla dzieci
- Stundin okkar – najstarszy islandzki program dla dzieci, emitowany od 1966 roku.
- Leniuchowo (Latibær) – program nadawany od 2004 roku. W serialu występują aktorzy i kukiełki.

### Programy wycofane z emisji
- Á tali hjá Hemma Gunn – talk show, emitowany w sobotę wieczorem. Nadawany od lat 80. do początku lat 90.
- Nýjasta tækni og vísindi
- Stiklur – program prowadzony przez Ómara Ragnarssona, podróżował po Islandii i prezentował jej krajobrazy, przeprowadzał też wywiady z mieszkańcami.